# Ilze Blicavs
Ilze Blicavs, coniugata Nagy (9 dicembre 1955), è un'ex cestista australiana.
È la sorella di Andris Blicavs.

## Carriera
Con l'Australia ha disputato i Campionati del mondo del 1975.